# Afghanische Cricket-Nationalmannschaft in Indien in der Saison 2018
Die Tour der afghanischen Cricket-Nationalmannschaft nach Indien in der Saison 2018 fand vom 14. bis zum 18. Juni 2018 statt. Die internationale Cricket-Tour war Bestandteil der Internationalen Cricket-Saison 2018 und umfasste einen Test. Indien gewann die Test-Serie 1–0. Es umfasste den ersten Test Afghanistans, das damit zur zwölften Testnation aufstieg.

## Vorgeschichte
Afghanistan spielte zuvor eine Tour gegen Bangladesch in Indien. Für Indien war es die erste Tour der Saison. Afghanistan hatte am 22. Juni 2017 zusammen mit Irland den Test-Status erhalten. Das Spiel erregte international Aufsehen, da die Auszeichnung als Test-Nation für Afghanistan das durch zahlreiche Kriege und Terrorismus geschwächt wurde, als wichtiger Erfolg für das Land interpretiert wurde.

## Stadion
Das folgende Stadion wurde für die Tour als Austragungsort vorgesehen und am 16. Januar 2018 bekanntgegeben.
| Stadion                | Stadt     | Kapazität | Spiele  |
| ---------------------- | --------- | --------- | ------- |
| M. Chinnaswamy Stadium | Bengaluru | 42.000    | 1. Test |

## Kaderlisten
Indien benannte seinen Kader am 8. Mai. Afghanistan benannte seinen Kader am 29. Mai.
| Test | Test |
| Indien | Afghanistan |
| --- | --- |
| - Ajinkya Rahane (K) - Ravichandran Ashwin - Shikhar Dhawan - Ravindra Jadeja - Dinesh Karthik (wk) - Karun Nair - Hardik Pandya - Cheteshwar Pujara - KL Rahul - Navdeep Saini - Wriddhiman Saha (wk) - Mohammed Shami - Ishant Sharma - Shardul Thakur - Murali Vijay - Kuldeep Yadav - Umesh Yadav | - Asghar Afghan (K) - Javed Ahmadi - Yamin Ahmadzai - Amir Hamza - Ihsanullah - Nasir Jamal - Rashid Khan - Zahir Khan - Wafadar Momand - Mohammad Nabi - Rahmat Shah - Hashmatullah Shahidi - Mohammad Shahzad (wk) - Sayed Shirzad - Mujeeb Ur Rahman - Afsar Zazai |

## Test in Bengaluru
| 14. – 15. Juni Scorecard | Bengaluru | Indien 474 (104.5)                            | – | Afghanistan 109 (27.5) & 103 (38.4) (f/o) |
|                          |           | Indien gewinnt mit einem Innings und 262 Runs |   |                                           |

Obwohl der Test ursprünglich für 5 Tage angesetzt wurde, wurde er innerhalb von 2 Tagen entschieden.